# 田垣内友吉

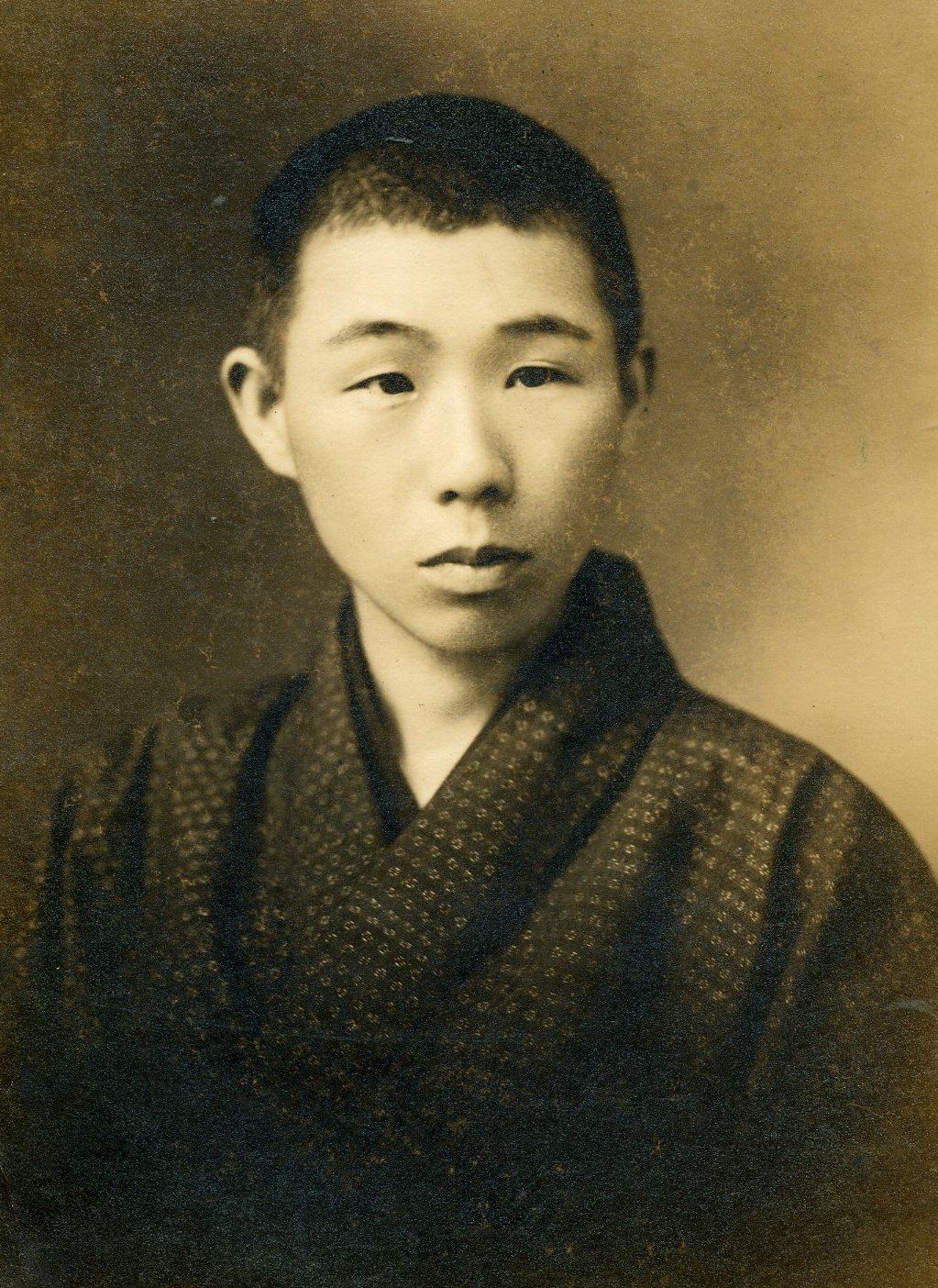
田垣内友吉　20歳頃（1914年/大正3年）

田垣内 友吉（たがいと ともきち、1894年（明治27年）2月11日 - 1931年（昭和6年）10月4日）は三重県生まれの洋画家である。雅号は愛耕と名乗った。

## 年表
1894年（明治27年）2月11日の紀元節の日に三重県南牟婁郡五郷村（現熊野市五郷町）に生まれる。父は五郷郵便局長の田垣内粂吉、母はけい。
1924年（大正13年）4月、五郷の旧家山東家の長女光恵と婚姻する。1925年（大正14年）東京に上京し、洋画家中川一政に師事する。この頃中川一政に師事をしていた堀内唯生と出会う。1926年（大正15年）に中川一政より油彩（夏の橋）など二点譲り受ける1927年（昭和2年）に第五回春陽会展に五郷桃崎の景と初秋の郊外が入選。1929年（昭和4年）に第七回春陽会に春が入選する。洋画家の古賀春江が春を「田垣内友吉の春は穏健でよい」と評する。
1931年（昭和6年）10月4日、肺結核にかかり37歳の生涯を閉じる。